# N.Y. (中嶋ユキノのアルバム)
『N.Y.』（エヌ・ワイ）は、中嶋ユキノのメジャー・デビュー・アルバム。2016年8月31日にSME Recordsから発売された。

## 解説
中嶋ユキノがインディーズとして発表した曲を、浜田省吾プロデュースでリメイク。

## 収録曲
1. September Dream (A Cappella) (0:35)
作曲：中嶋ユキノ
2. 雨降りフラレ (3:36)
作詞・作曲：中嶋ユキノ
3. 斜め45度 (4:18)
作詞・作曲：中嶋ユキノ
4. そばにいるから (4:32)
作詞・作曲：中嶋ユキノ
5. 大好きって言えば良かった (4:38)
作詞・作曲：中嶋ユキノ
6. 朝がくれば (4:36)
作詞・作曲：中嶋ユキノ
7. 助手席 (5:26)
作詞・作曲：中嶋ユキノ
8. ALL FOR ONE (3:59)
作詞・作曲：中嶋ユキノ
9. 月灯り (4:42)
作詞・作曲：中嶋ユキノ
10. 夜はこれから (N.Y.Version) (5:56)
作詞・作曲：浜田省吾
11. 時計の針 (4:50)
作詞・作曲：中嶋ユキノ
12. Starting Over (4:56)
作詞・作曲：中嶋ユキノ
13. アイシテルの言葉 (5:50)
作詞・作曲：中嶋ユキノ

## 参加ミュージシャン
- 中嶋ユキノ - ボーカル (M1-13)、バッキング・ボーカル・アレンジ (M2-4, M6, M12)、バッキング・ボーカル (M2-6, M8, M10, M12)、ピアノ (M5-6, M9, M11, M13)
- 町支寛二 - バッキング・ボーカル・アレンジ (M2, M3, M5-6, M8-11)、バッキング・ボーカル (M2, M5, M8-12)
- 浜田省吾 - バッキング・ボーカル (M8, M10-11)
- 竹内宏美 - バッキング・ボーカル (M8)
- Tomomi - バッキング・ボーカル (M12)
- 水谷公生 - プログラミング (M2-6, M8-13)
- 岡沢茂 - ベース(M2, M3, M5, M12)
- 息才隆浩 - ベース (M4, M6, M8, M10-11)
- 堀沢真己 - チェロ (M7)
- 石成正人 - ギター (M2-6, M8-10, M13)、シンセベース (M9)
- 古川望 - ギター (M11-12)
- 宗本康兵 - ピアノ (M2, M7, M8, M12)、ピアノ・アレンジ (M7)
- 河内肇 - シンセサイザー (M3)、オルガン (M8, M12)
- 西本昭 - ピアノ (M4)
- 福田裕彦 - オルガン (M4, M6, M13)

## 制作クレジット
- プロデューサー - 浜田省吾
- サウンド・プロデューサー - 浜田省吾、水谷公生
- ストリングス＆ホーン・セクション・アレンジメント、プログラミング - 水谷公生
- バッキング・ボーカル・アレンジ - 町支寛二、中嶋ユキノ
- レコーディング＆ミキシング・エンジニア - 水谷公生
- チェロ レコーディング・エンジニア - 大越学
- バッキング・ボーカル・レコーディング・エンジニア - 町支寛二
- ボーカル＆バッキング・ボーカル・レコーディング・エンジニア - 中嶋ユキノ
- アシスタント・エンジニア - 中嶋ユキノ、工藤美樹
Recorded at Fairlife Studio & STUDIO MECH
Mixed at Fairlife Studio

- マスタリング・エンジニア - Don Bartley
Mastering at Benchmark Mastering

- アート・ディレクション＆デザイン - 大滝由子
- ジャケット写真 - 有泉伸一郎
- スタイリング - 笹原亜美
- ヘア＆メイクアップ - 奈津
- プロダクト・コーディネーション - 中村義隆、焼田真里子、市純子、望月
- スーパーバイザ - 桂田大助、村松俊亮
- エグゼグティブ・プロデューサー - 鈴木幹治、岩熊信彦、高橋信彦

## リリース日一覧
| 地域 | リリース日    | レーベル                 | 規格                   | カタログ番号     | 備考                        |
| ---- | ------------- | ------------------------ | ---------------------- | ---------------- | --------------------------- |
| 日本 | 2016年8月31日 | SME Records / Clearwater | 12cmCD                 | SECL-1973        | STEREO                      |
| 日本 | 2016年8月31日 | SME Records / Clearwater | デジタル・ダウンロード | 533844058        | iTunes Store                |
| 日本 | 2016年8月31日 | Sony Music Labels Inc.   | デジタル・ダウンロード | A1004791569      | レコチョク AAC 128/320kbbs  |
| 日本 | 2016年8月31日 | Sony Music Labels Inc.   | デジタル・ダウンロード | 4547366271331    | mora AAC-LC 320kbps         |
| 日本 | 2016年8月31日 | Sony Music Labels Inc.   | デジタル・ダウンロード | B01KUMF7F0       | Amazon.com                  |
| 日本 | 2016年8月31日 | Sony Music Labels Inc.   | デジタル・ダウンロード | A1004792118      | レコチョク FLAC 96kHz 24bit |
| 日本 | 2016年8月31日 | Sony Music Labels Inc.   | デジタル・ダウンロード | 4547366271324    | mora FLAC 96kHz 24bit       |
| 日本 | 2016年8月31日 | Sony Music Labels Inc.   | デジタル・ダウンロード | smj4547366271324 | e-onkyo FLAC 96kHz 24bit    |
| 日本 | 2016年8月31日 | Sony Music Labels Inc.   | デジタル・ダウンロード | 11636            | HD-music FLAC 96kHz/24bit   |